# ミロスラヴ・ジュキッチ
ミロスラヴ・ジュキッチ（セルビア語: Miroslav Đukić, Мирослав Ђукић, 発音 [mǐroslaʋ dʑǔkitɕ]、1966年2月19日）は、ユーゴスラビア出身の元サッカー選手、サッカー指導者。ポジションはディフェンダー。

## 選手経歴
初の海外移籍はスペインのデポルティーボ・ラ・コルーニャだった。1991年の移籍当時はセグンダ・ディビシオンに在籍していたが、1990-91シーズンを2位で終えてプリメーラ・ディビシオンに昇格すると、昇格2年目の1992-93シーズンには3位にはいった。1993-94シーズン、1994-95シーズンと2シーズン連続で2位で終え、1994-95シーズンにはコパ・デル・レイで優勝した。
1997年、バレンシアCFに移籍した。2000年と2001年には2シーズン連続でUEFAチャンピオンズリーグ決勝に進出した。2001-02シーズンにはリーグ優勝を果たした。2003-04シーズンに1シーズンだけCDテネリフェでプレーし、現役生活を終えた。

## 指導者経歴
現役引退後は指導者の道へ進んだ。2006年にU-21セルビア代表監督に就任し、UEFA U-21欧州選手権2007・予選ではプレーオフを勝ち抜き、UEFA U-21欧州選手権2007本大会では準優勝に導き、同時に北京オリンピック出場権を獲得した。2007年12月25日にはセルビアA代表の監督に就任し、U-21セルビア代表と兼任することになった。しかし2008年は不運が続き、北京オリンピックでは1勝もできず、U-21オーストラリア代表との得失点差でグループ最下位となったため、成績不振を問われ、8月19日に兼任していたA代表も含めて解任された。2009年にはREムスクロンを率いた。2011年3月、リーグ戦で最下位に沈むリーガ・エスパニョーラのエルクレスCFの監督に就任した。2010-11シーズン終了までの契約である。エルクレスの降格を止めることはできず、シーズン終了後に退団。
2011年7月6日、3年契約でレアル・バリャドリードの監督に就任し、 初年度の2011-12シーズンにチームを1部に昇格させ、翌シーズンは14位でチームを残留に導いた。2013年6月上旬、エルネスト・バルベルデの後任として古巣バレンシアの監督に就任した。
しかし、2013年12月16日にアウェーでのアトレティコ・マドリード戦に0-3で敗れ、シーズン8敗目を喫し9位と低迷し、解任された。
2014年10月20日、アルベルト・フェレールの後任としてコルドバCFの監督に就任した。
2017年6月、ヴィデオトンFCの監督に就任したマルコ・ニコリッチの後任としてパルチザンの監督に就任した。
チームを12シーズンぶりのUEFAヨーロッパリーグ、グループステージ突破に導く。またセルビアカップ優勝も達成。
2019年12月22日、セグンダ・ディビシオンのスポルティング・デ・ヒホンの監督に就任した。

## 代表歴

### 出場大会
- ユーゴスラビア代表
  - 1998 FIFAワールドカップ (ベスト16)

### 試合数
- 国際Aマッチ 48試合 2得点（1991年-2001年）[8]

| ユーゴスラビア代表 | 国際Aマッチ | 国際Aマッチ |
| 年                 | 出場        | 得点        |
| ------------------ | ----------- | ----------- |
| 1991               | 2           | 0           |
| 1992               | 0           | 0           |
| 1993               | 0           | 0           |
| 1994               | 2           | 0           |
| 1995               | 1           | 0           |
| 1996               | 5           | 0           |
| 1997               | 11          | 1           |
| 1998               | 6           | 0           |
| 1999               | 7           | 0           |
| 2000               | 7           | 0           |
| 2001               | 7           | 1           |
| 通算               | 48          | 2           |

## 監督成績
2020年7月20日現在
| クラブ                 | 就任           | 退任           | 記録 | 記録 | 記録 | 記録 | 記録 | 記録 | 記録 | 記録   |
| クラブ                 | 就任           | 退任           | 試   | 勝   | 分   | 敗   | 得   | 失   | 差   | 勝率   |
| ---------------------- | -------------- | -------------- | ---- | ---- | ---- | ---- | ---- | ---- | ---- | ------ |
| セルビア代表 U-21      | 2006年7月1日   | 2007年6月30日  | 12   | 7    | 1    | 4    | 18   | 12   | +6   | 058.33 |
| パルチザン             | 2007年1月9日   | 2007年12月19日 | 39   | 27   | 5    | 7    | 86   | 32   | +54  | 069.23 |
| セルビア代表           | 2007年12月19日 | 2008年8月19日  | 5    | 0    | 2    | 3    | 4    | 8    | −4   | 000.00 |
| ムスクロン             | 2009年6月11日  | 2009年10月31日 | 14   | 2    | 5    | 7    | 14   | 22   | −8   | 014.29 |
| エルクレス             | 2011年3月24日  | 2011年6月23日  | 9    | 2    | 3    | 4    | 11   | 13   | −2   | 022.22 |
| バジャドリード         | 2011年7月6日   | 2013年6月5日   | 88   | 38   | 25   | 25   | 131  | 103  | +28  | 043.18 |
| バレンシア             | 2013年6月5日   | 2013年12月16日 | 23   | 10   | 4    | 9    | 33   | 33   | +0   | 043.48 |
| コルドバ               | 2014年10月20日 | 2015年3月16日  | 21   | 3    | 6    | 12   | 15   | 32   | −17  | 014.29 |
| アル・シャバーブ       | 2017年1月23日  | 2017年5月16日  | 12   | 7    | 2    | 3    | 21   | 17   | +4   | 058.33 |
| パルチザン             | 2017年6月5日   | 2018年8月3日   | 63   | 36   | 15   | 12   | 112  | 57   | +55  | 057.14 |
| スポルティング・ヒホン | 2019年12月22日 | 2020年7月21日  | 21   | 8    | 5    | 8    | 20   | 17   | +3   | 038.10 |
| 合計                   | 合計           | 合計           | 307  | 140  | 73   | 94   | 465  | 346  | +119 | 045.60 |

## タイトル

### 選手時代
デポルティーボ・ラ・コルーニャ
- コパ・デル・レイ：1回（1994-95）
- スーペルコパ・デ・エスパーニャ：1回（1995）

バレンシアCF
- プリメーラ・ディビシオン：1回（2001-02）
- コパ・デル・レイ：1回（1998-99）
- スーペルコパ・デ・エスパーニャ：1回（1999）
- UEFAインタートトカップ：1回（1998）

個人
- スペイン最優秀外国人選手：1回（1992-93）

### 指導者時代
パルチザン・ベオグラード
- セルビア・カップ：1回（2017-18）

個人
- セルビアサッカー協会年間最優秀監督：1回（2007）